# Jacques Bouillart
Jacques Bouillart (Meulent, 1669 - Saint-Germain-des-Prés, 11 de diciembre de 1726) fue un religioso benedictino y escritor francés.

## Biografía
Profeso a los dieciocho años de edad en la abadía de Saint Faron de Meaux de la Congregación de San Mauro de la Orden de San Benito, pronto fue trasladado a la de Saint-Germain-des-Prés, cerca de París, donde pasó toda su vida enclaustrado y dedicado al estudio y a la redacción de sus escritos. 
Dejó publicadas las siguientes obras: 
- Usuardi martyrologium sincerum (París, 1718), primera edición conocida del martirologio de Usuardo;
- Histoire de l'abbaye Royale de Saint Germain des Prez (París, 1724), historia de la Abadía de Saint-Germain-des-Prés;
- Réponse aux remarques d'un auteur anonyme sur les figures du grand portail de l'Eglise de S. Germain-des-Prés, opúsculo incluido en el Mercure de mayo de 1723, pp. 895-908.